# Guásima del Metate
Guásima del Metate är en ort i Mexiko.   Den ligger i kommunen Del Nayar och delstaten Nayarit, i den centrala delen av landet, 600 km nordväst om huvudstaden Mexico City. Guásima del Metate ligger 889 meter över havet och antalet invånare är 136.
Terrängen runt Guásima del Metate är bergig åt nordost, men åt sydväst är den kuperad. Runt Guásima del Metate är det mycket glesbefolkat, med 5 invånare per kvadratkilometer. Närmaste större samhälle är San Miguel, 14,4 km öster om Guásima del Metate. I omgivningarna runt Guásima del Metate växer huvudsakligen savannskog.